# William Wright Heard

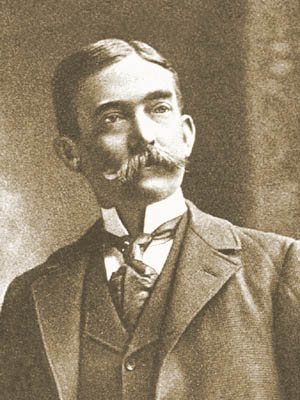
William Wright Heard

William Wright Heard (* 28. April 1853 im Union Parish, Louisiana; † 1. Juni 1926 in New Orleans, Louisiana) war ein US-amerikanischer Politiker (Demokratische Partei) und von 1900 bis 1904 Gouverneur des Bundesstaates Louisiana.

## Frühe Jahre und politischer Aufstieg
William Heard besuchte die örtlichen Schulen seiner Heimat und die Academy in Farmerville. Im Jahr 1877 wurde er in der Verwaltung des Bezirksgerichts angestellt. Dort blieb er 16 Jahre lang. Zwischen 1884 und 1888 war er Abgeordneter im Repräsentantenhaus von Louisiana, von 1888 bis 1892 Staatssenator. Die folgenden acht Jahre war er Revisor (State auditor) in diesem Staat. Als Günstling von Gouverneur Murphy J. Foster wurde er im Jahr 1900 zum neuen Gouverneur seines Staates gewählt.

## Gouverneur von Louisiana
Heard trat sein neues Amt am 8. Mai 1900 an. Seine Amtszeit verlief relativ ereignislos. Damals entstand ein Bildungsausschuss und ein Arbeitsamt (Bureau of labor statistics), und die  Verleihung von Sträflingen zur Zwangsarbeit wurde abgeschafft. In Heards Amtszeit wurden nach der Entdeckung von Erdöl und Erdgas auch diese Industrien gefördert, die bald einen starken Aufschwung nehmen sollten. Obwohl damals eine Nervenheilanstalt für Afroamerikaner entstand, war Heard ein Anhänger der Rassentrennung.

## Weiterer Lebenslauf
Nach dem Ende seiner Amtszeit zog sich Heard aus der Politik zurück. Danach engagierte er sich auf kirchlichem Gebiet und war in New Orleans als Bankier tätig. William Heard starb im Juni 1926. Mit seiner Frau Isabelle Elizabeth Manning hatte er sieben Kinder.